# Sanktuarium svatého Valentina (Beruň)
Svaté místo (sanktuarium) a kostel svatého Valentina se nachází v Polsku v Beruni, gmina Beruň, okres bieruńsko-lędziński, Slezské vojvodství a náleží do děkanátu Beruň arcidiecéze katovické, je filiálním kostelem farnosti Svatého Bartoloměje apoštola v Beruni.
Dřevěný kostel je v seznamu kulturních památek Polska pod číslem A/423/14 (A/478/16)  a je součástí Stezky dřevěné architektury v Slezském vojvodství.
Sanktuarium sv. Valentina se nacházelo mimo hranice města Beruň (dnes je v centru) a sloužilo do konce 18. století především k pohřbívání osob, které byly nehodné pohřbení na farním hřbitově např. sebevrazi.

## Historie
Datum vzniku kostela není přesný. První zmínky o kostele pocházejí z roku 1628 od protestantského pszczyňského děkana Johanna Hoffmanna. Podle něj byl kostel postaven v letech 1623–1626, kdy byl kostel sv. Bartoloměje ve vlastnictví protestantů až (do roku 1645). V letech 1677–1680 zastupoval farní kostel sv. Bartoloměje, který shořel při požáru města Beruň. V této době se rozvinul kult svatého Valentina, který překročil hranice beruňské farnosti. V roce 1725 byla provedená generální oprava kostela. V roce 1845 v Beruni vypukl opět velký požár, který zničil farní kostel a opět byl kostel sv. Valentina farním kostelem. V roce 1929 byl kostel uznán jako kulturní památka. V roce 1942 byla provedena generální oprava vnitřku z iniciativy P. Jana Trochty. Po ukončení druhé světové války byl formálně zahrnut do právní péče státu. V roce 1971 z důvodu vadné elektrické instalace vznikl v kostele požár, který byl záhy uhašen a ihned byly zahájeny opravy. Dne 14. března 1972 byl kostel úmyslně podpálen. Škody byly značné. Byla zničena celá střecha, strop a horní partie bočních stěn. Oprava byla ihned zahájená a v roce 1991 bylo obnoveno šindelové krytí střechy, zavedeno protipožární zabezpečení a zabezpečení proti vloupání. V kostele je uložena relikvie sv. Valentina jejíž pravost je potvrzena dokumentem z 28. ledna 1961. Dne 13. ledna 2015 byl kostel povýšen dekretem katovickým metropolitním arcibiskupem na svaté místo (sanktuarium) svatého Valentina.
V roce 2003 se stal sv. Valentin patronem města Beruň.

## Architektura
Jednolodní orientovaná dřevěná roubená stavba bedněná deskami. Typická architektura dřevěné sakrální stavby Horního Slezska. Loď je zakončena kněžištěm. Střecha kostela je šindelová, sanktusník má šestibokou lucernu zakončenou malou bání. Krucha s malými varhany ze 17. století je podepřena dvěma dřevěnými sloupy. Střecha je sedlová krytá šindelem, stěny kostela jsou pobité deskami.

### Interiér
Na hlavním oltáři se nachází obraz sv. Valentina biskupa uprostřed nemocných z let 1722–1723 a z roku 1907, který představuje výjev sv. Valentina uzdravující slepou dívku od Jana Nyga. Na bocích oltáře jsou vyřezávané polychromované sochy sv. Ambrože a sv. Jana Zlatoústého. Na tabernakulum je krucifix v jehož podstavci jsou uloženy ostatky sv. Valentina. Mezi hlavním oltářem a absidou je ulička, kterou na kolenou obcházejí věřící kolem oltáře. Boční oltář na straně evangelijní je zasvěcen Panně Marii.  Strop je bohatě zdoben polychromií, rámován je akantovou bordurou. V rozích jsou obrazy Panny Marie ze svatých míst: Slezské Piekary, Pszczow, Lurdy a Fátima. Nad barokní ambon byl umístěn baldachýn.